# Laugiidae
Laugiidae är en utdöd familj av förhistoriska lobfensfiskar som levde under trias och juraperioden.